# Georges Catroux
 (mai 2019).
Pour les articles homonymes, voir Catroux.
Georges Catroux, né le 29 janvier 1877 à Limoges (France) et mort le 21 décembre 1969 à Paris (France), est un général d'armée, ministre de la IVe République et ambassadeur français. Il fut l’un des principaux généraux ralliés au général de Gaulle après l’appel du 18 Juin et joua un rôle prééminent dans l’action de la France libre.

## Biographie

### Jeunesse
Georges Catroux est le fils d’un officier de carrière sorti du rang (cf. Famille). En classe préparatoire (« corniche ») au Prytanée militaire de La Flèche, il intègre Saint-Cyr en 1896 (promotion « Les Grandes Manœuvres »).
Une carrière militaire brillante l’emmène, dans ses jeunes années, de l’Algérie (où il fait la connaissance du père de Foucauld, puis de Lyautey), à l’Indochine.

### Première Guerre mondiale
Il participe à la Grande Guerre comme  chef de bataillon au 2e régiment de tirailleurs algériens (2e RTA). Le 5 octobre 1914, il est blessé à la jambe droite par deux balles de mitrailleuses puis fait prisonnier par les Allemands. Il sera cité à l'ordre de l'Armée pour ce fait d'armes en octobre 1919. Dans le camp de prisonniers d'Ingolstadt où il passera le reste de la guerre, il rencontre le capitaine de Gaulle.

### Entre-deux-guerres
Après la guerre, il fait partie de la mission militaire française en Arabie, puis sert au Maroc (bataille de Bougafer en 1933). D'octobre 1936 à janvier 1939, il commande les troupes d'Algérie (XIXe Corps d'Armée) et se lie d'amitié avec le Khalifa Djelloul Ben Lakhdar.
En juillet 1939, il est nommé gouverneur général de l’Indochine française, un mois avant la déclaration de guerre (qui commence le premier septembre à l'occasion de l'agression allemande contre la Pologne), où il succède à Jules Brévié, un haut fonctionnaire civil : à la veille de la guerre, Paris veut envoyer un signal fort en Extrême-Orient. L'Indochine est en effet menacée par le Japon qui, depuis 1937 poursuit la conquête de la Chine, et qui, depuis février 1939 est installé dans l'île d'Hainan. Elle est en outre menacée par le Siam qui, depuis le coup d'état du général Luang Pibul Songram, a pris le nom de Thaïlande, et s'est rapproché de Tokyo.

### Seconde Guerre mondiale
Lorsque le général Catroux arrive en Indochine en août 1939, la situation intérieure est calme. Sur le plan extérieur, il doit faire face aux plaintes du Japon contre le ravitaillement en matériel des forces chinoises par le chemin de fer du Yunnan et le Transindochinois, alors que la guerre vient de commencer en Europe. La pression augmente avec la débâcle militaire française en mai 1940. Le 16 juin 1940, Catroux interdit le trafic d'essence vers Kunming, allant plus loin que le gouvernement français qui avait avant la guerre interdit tout trafic d'armes vers la Chine. Le 19 juin 1940, les Japonais exigent par un ultimatum l'arrêt complet du transit des marchandises vers la Chine et l'installation de contrôleurs nippons à la frontière chinoise et à Haïphong ; Catroux obtempère, sans en référer au gouvernement.
Le général Catroux est alors remercié, conséquence de son esprit d’indépendance vis-à-vis des Japonais. Le 25 juin 1940, le maréchal Pétain, alors Président du Conseil ayant succédé à Paul Reynaud le 16 juin, le remplace par l’amiral Decoux, un proche de l'amiral Darlan, qui prend ses fonctions le 20 juillet 1940, soit 10 jours après la mise en place du régime de Vichy par l'Assemblée nationale. Entre-temps, Catroux a dû s'engager dans des négociations avec le Japon sur un éventuel droit de passage des troupes nipponnes à travers l'Indochine. L'amiral Decoux, installé, prend à son tour des décisions allant dans le sens de celles prises par Catroux, toutefois en appliquant les lois racistes et discriminatoires du gouvernement de Vichy, tandis que ce dernier signait un accord de principe avec le Japon le 30 août 1940.

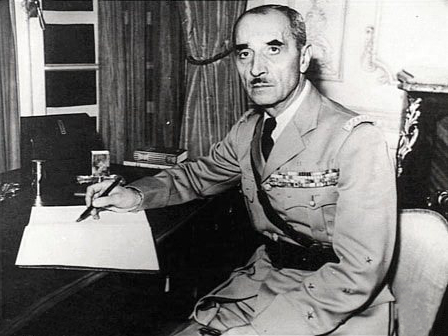
Le général Catroux, à Londres en octobre 1940.

Désavoué par le gouvernement dirigé par Pétain, Catroux repart vers la France ; hostile à l'armistice du 22 juin 1940, et au régime de Vichy, il profite de l'escale de Singapour, territoire britannique, pour rejoindre le général de Gaulle et la France Libre à Londres.
Général d'armée, il est le plus haut gradé de l’armée française à se rallier à lui — lors de leur rencontre, c'est Catroux qui salue de Gaulle, reconnaissant ainsi en lui le chef politique et non pas le militaire d’un rang inférieur.
Le général de Gaulle fait le récit de l'affirmation publique de cette allégeance dans ses mémoires :
« Or, voici que Catroux arrivait du Caire. Au repas, je levais mon verre en l’honneur de ce grand chef, à qui je portais, depuis toujours, une déférente amitié. Il répondit d’une façon très noble et très simple qu’il se plaçait sous ma direction. Éboué et tous les assistants connurent, non sans émotion, que, pour Catroux, de Gaulle était, désormais, sorti de l’échelle des grades et investi d’un devoir qui ne se hiérarchisait pas. Nul ne se méprit sur le poids de l’exemple ainsi donné. »
Son engagement gaulliste lui vaut une déchéance de sa nationalité française et une radiation de l'ordre de la Légion d'honneur par décision du 8 décembre 1940 et sa condamnation à mort par contumace du régime de Vichy par arrêt du 10 avril 1941 de la cour martiale séant à Gannat, pour « crimes et manœuvres contre l'unité et la sauvegarde de la patrie » ; cet arrêt est annulé par l'arrêt de la cour de Riom du 14 décembre 1944.

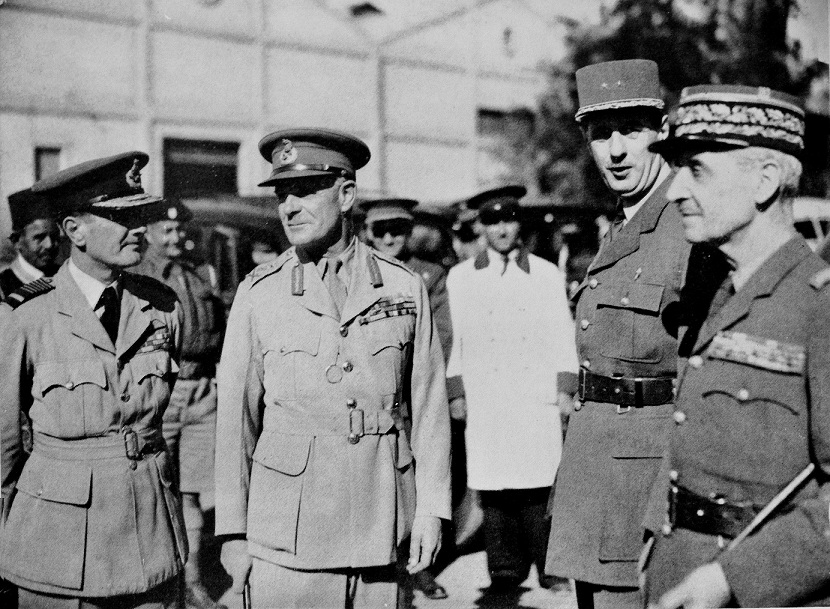
De gauche à droite : l'air chief marshal Arthur Longmore, le général Archibald Wavell, le général Charles de Gaulle et le général Georges Catroux au Liban en 1941.

Il prouve sa nouvelle allégeance en 1941 alors que nommé par de Gaulle commandant en chef et haut-commissaire dans le Moyen-Orient, il organise aux côtés des Britanniques la campagne de Syrie contre les forces de Vichy. Présent aux négociations de l'armistice de Saint-Jean-d'Acre, dans les faits reddition des forces vichystes du Levant, il n'est cependant pas autorisé par les Britanniques à être signataire de l'accord.
Nommé délégué général de la France libre au Levant par De Gaulle, il reconnaît, au nom de la France libre, l’indépendance du Liban et de la Syrie peu après sa nomination. Il est ensuite gouverneur général de l’Algérie (1943-1944), toujours nommé par le général de Gaulle (voir la liste des ministres français des Affaires algériennes).
Compagnon de la Libération, il est ministre de l’Afrique du Nord dans le premier gouvernement de Charles de Gaulle du 9 septembre 1944 au 21 octobre 1945.

### Après-guerre
De 1945 à 1948, il est ambassadeur de France en Union des républiques socialistes soviétiques.
En 1954, le général Catroux est nommé grand chancelier de la Légion d'honneur. Il exerce ces fonctions jusqu'en 1969. C'est lui qui portera le projet de création de l'ordre national du Mérite en 1963.
Après les troubles du Maroc, c’est lui qui négocie le retour du sultan Mohammed V en 1955 en se rendant auprès du sultan exilé à Madagascar.
Le 21 avril 1955, le général Catroux est le chef de la commission d'enquête, au ministère des Armées, qui auditionne tous les officiers généraux et officiers supérieurs, présents lors de la défaite de Dien Bien Phu du 7 mai 1954. Les généraux Henri Navarre, René Cogny et Christian de Castries sont mis en cause.
En février 1956, il est nommé ministre-résident en Algérie par le gouvernement Guy Mollet en remplacement de Jacques Soustelle. La composition de ce gouvernement (Mendès-France, François Mitterrand) soulève la fureur de la population algéroise d'ascendance européenne. Lui-même est accusé d'avoir signé l'ordonnance du 7 mars 1944 abrogeant le code de l'indigénat et d'avoir préparé la « capitulation » de la France au Maroc. Il est obligé de démissionner avant même d'avoir pris ses fonctions, en raison de manifestations hostiles à ce remplacement qui rentreront dans l'histoire sous le nom de journée des tomates, lors de la visite à Alger du président du conseil Guy Mollet, le 6 février 1956. Robert Lacoste lui succède.
Il est juge du Haut Tribunal militaire qui juge les généraux putschistes d’Alger de 1961.
En 1953, il intègre le conseil culturel du Cercle culturel de Royaumont.

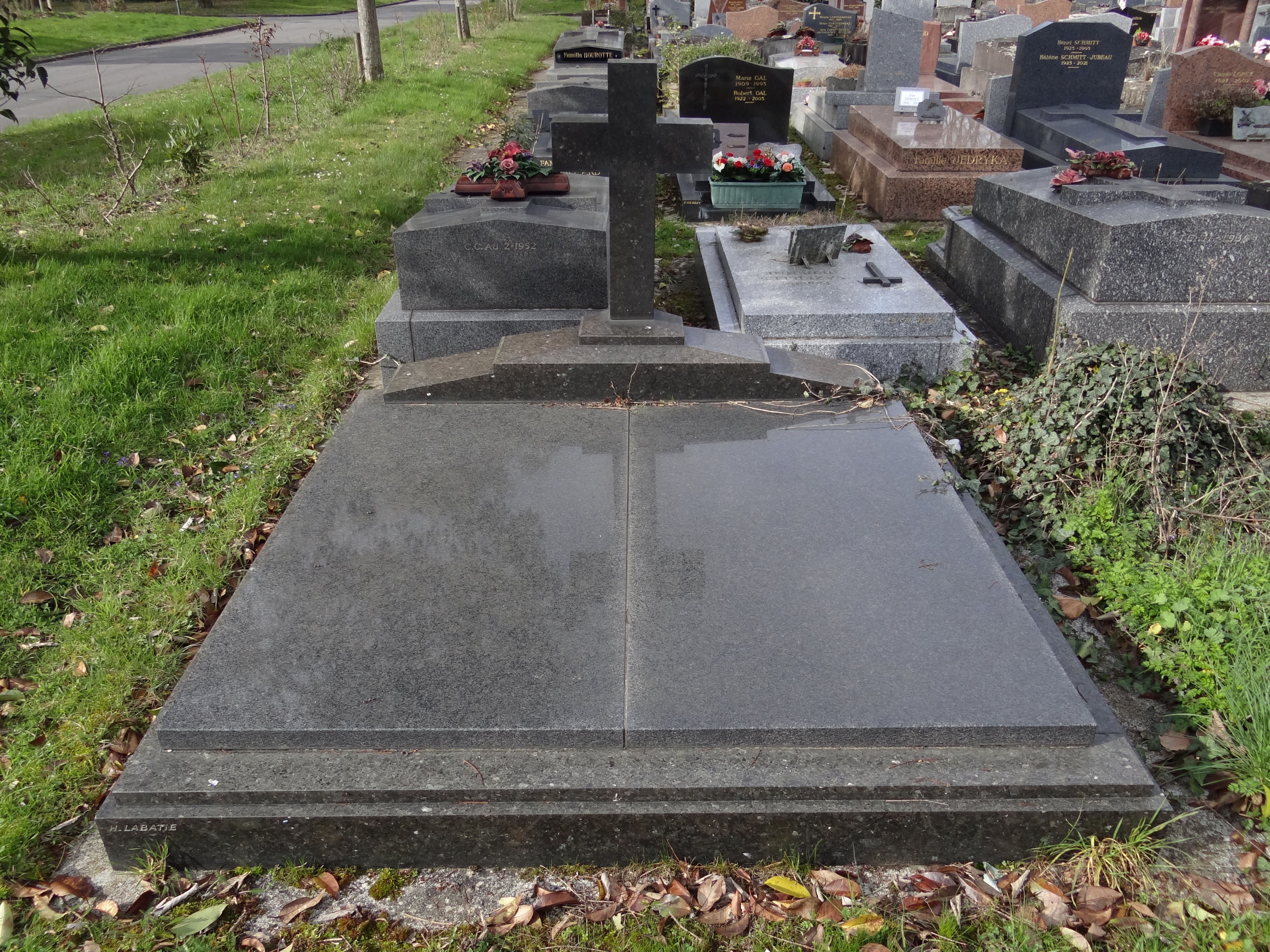
La tombe de Georges Catroux au cimetière parisien de Thiais (Val-de-Marne).

Il meurt le 21 décembre 1969 à Paris. Ses obsèques en l'église Saint-Louis-des-Invalides, le 24 décembre 1969, sont retransmises en direct sur l'une des deux seules chaînes de télévision françaises de l'époque. Son éloge funèbre est prononcé par Michel Debré.
Il est avec Pierre Kœnig, Jean de Lattre de Tassigny et Philippe Leclerc de Hauteclocque certainement l'un des généraux les plus renommés de la France Libre.

## Famille
Georges Catroux est le fils de René-Michel Catroux (1835-1920), un officier de carrière sorti du rang ayant servi sous Napoléon III en Extrême-Orient et en Algérie, né à Rablay en Maine-et-Loire, qui épousa en 1871 Félicité Solari (1852-1935), née à Gênes et fille de colon en territoire algérien.
Georges Catroux est le troisième de quatre enfants, tous des garçons. Son frère aîné, Charles, né en 1872, est promis à une carrière militaire mais meurt jeune homme. Le deuxième frère, René Claude (1874-1964) est connu comme expert international en tableaux, son père se fâche avec lui parce qu'il n'avait pas choisi une vie militaire. Le dernier frère est Alexandre (1881-1959).
Parmi les trois neveux que lui donne son frère René Claude figurent Tristan Catroux, expert en tableaux lui aussi, et Diomède Catroux (1916-2008), député de Maine-et-Loire puis des Alpes-Maritimes et secrétaire d’État à l’Air puis à l’Armement dans les années 1950 et 1960.
Georges Catroux a été marié trois fois. Le 27 octobre 1902, il se marie avec Marie Pérez, une Oranaise, fille d'un ancien maire de Mascara, qui lui donne deux fils, André et René. Opposé à ce mariage, son père n’y assiste pas. Après son décès, il se remarie le 11 mai 1932 avec Marguerite Jacob (1881-1959 à Mondement), fille d'un syndic des agents de change. Divorcée d'Hippolyte de Peyronnet puis du général Gaston d'Humières,, elle est apparentée à Jean Cocteau. Déléguée de la Croix-rouge, elle s'engage dans les Forces Françaises libres où elle s'occupe des œuvres sociales FFL. Pendant la campagne d'Italie, celle du Rhin elle est inspectrice des services féminins de l'Armée. Après la guerre elle fut présidente de l'association des anciens élèves de la maison d'éducation de la Légion d'Honneur. Le 31 août 1963, il épouse Frances Dellschaft (1923-2012), femme de lettres (sous le nom de Francès de Dalmatie) de nationalité américaine, fille de Frederick Dellschaft, industriel du pétrole, et de Marthe Chaumont, mariée en premières noces en 1947 avec Jean-de-Dieu Reille-Soult, marquis de Dalmatie, dont elle a divorcé en 1962,.
La comédienne Hélène Duc, reconnue Juste parmi les nations, était l'épouse du diplomate et dramaturge René Catroux, l’un des fils de Georges Catroux. Un de ses petits-fils, François Catroux, décorateur, épouse en 1968 Betty Saint.

## Décorations

### Décorations françaises, des colonies françaises ou interalliées
- Grand-croix de la Légion d’honneur en 1961 (chevalier en 1913, officier en 1920, commandeur en 1929, grand officier en 1933)
- Compagnon de la Libération[19]
- Médaille militaire
- Grand croix de l’ordre national du Mérite
- Croix de guerre 1914-1918 (4 citations)
- Croix de guerre 1939-1945, palme de bronze
- Croix de guerre des Théâtres d'opérations extérieurs
- Commandeur du Mérite combattant
- Commandeur du Mérite saharien
- Grand-croix de l’ordre du Dragon d'Annam
- Commandeur de l’ordre des Arts et des Lettres
- Commandeur de l'ordre des Palmes académiques
- Médaille coloniale avec agrafes « Maroc 1925 », « Sahara »
- Médaille commémorative du Maroc avec agrafes « Haut-Guir », « Oujda »
- Médaille commémorative de Syrie-Cilicie
- Médaille commémorative de la guerre 1914-1918
- Médaille interalliée dite de la Victoire
- Médaille des évadés
- Médaille de l'Aéronautique

### Décorations étrangères

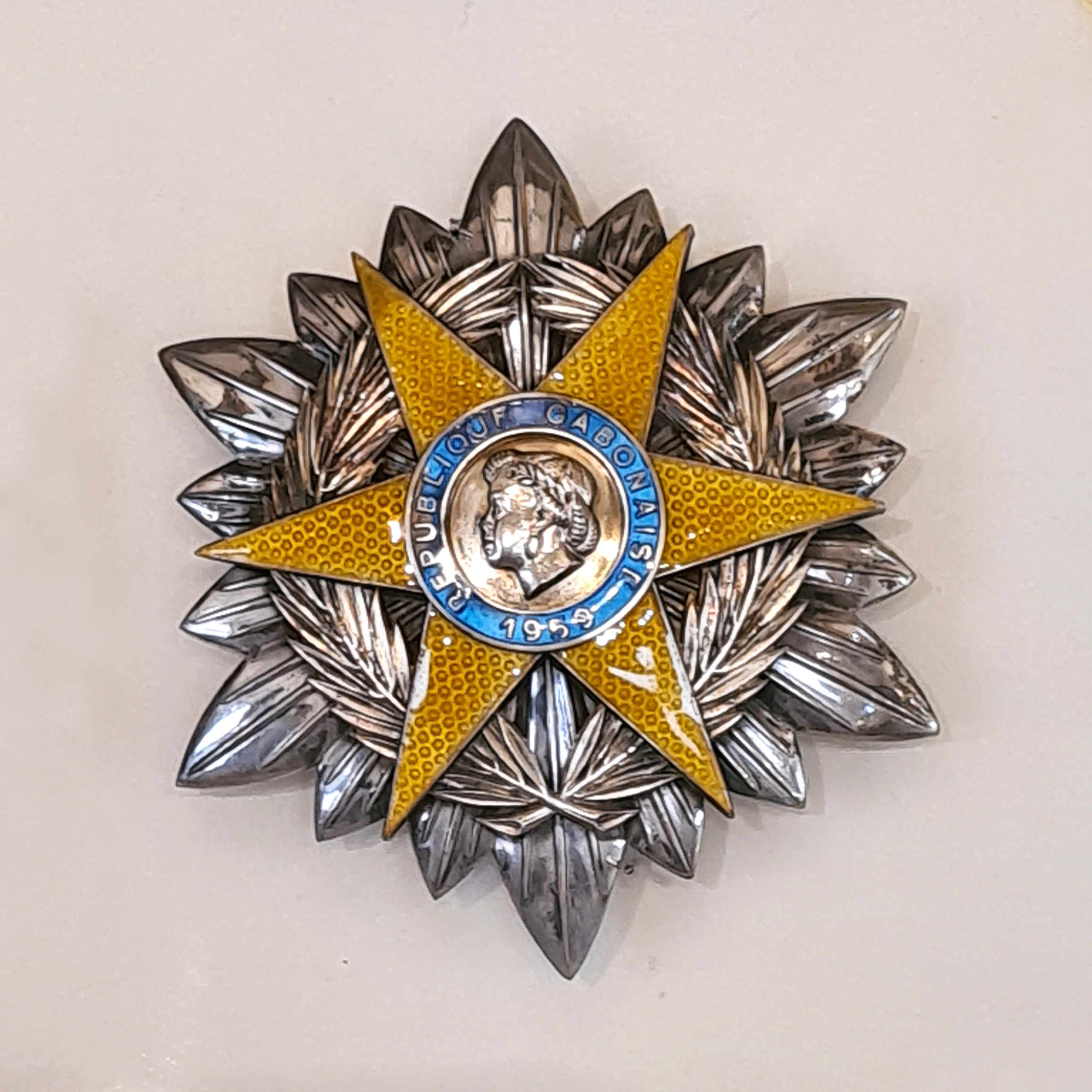
Insigne de grand officier de l'ordre de l'Étoile équatoriale (Gabon).

- Grand-croix de l’ordre du Mérite de la République fédérale ( Allemagne de l'Ouest)
- Grand cordon de l’ordre de Léopold ( Belgique)
- Grand-croix de l'ordre de la Couronne ( Belgique)[21]
- Grand-croix de l’ordre royal ( Cambodge)
- Ordre du Mérite militaire ( Espagne)
- Commandeur de la Legion of Merit ( États-Unis)
- Grand-croix de l’ordre de Georges Ier ( Grèce)
- Chevalier grand-croix de l’ordre du Mérite de la République italienne ( Italie)
- Grand-croix de l’ordre de l'Étoile ( Jordanie)
- Grand-croix de l'ordre du Million d'Éléphants et du Parasol blanc ( Laos)
- Grand-croix de l’ordre national du Cèdre ( Liban)
- Grand-croix de l'ordre du Ouissam alaouite ( Maroc)
- Grand-croix de l’ordre de Saint-Olaf ( Norvège)
- Commandeur de l’ordre du Pakistan ( Pakistan)
- Chevalier grand-croix de l’ordre du Bain ( Royaume-Uni)
- Grand-croix de l’ordre du Mérite ( Syrie)
- Grand-croix de l’ordre national de Yougoslavie ( Yougoslavie)

## Publications
- Dans la bataille de la Méditerranée (1950)
- J’ai vu tomber le rideau de fer (1951)
- Lyautey le Marocain (1952)
- Deux missions au Moyen-Orient, 1919-1922 (1958)
- Deux actes du drame indochinois (1959)

## Divers
- Une place de Paris dans le 17e arrondissement, porte son nom : la place du Général-Catroux
- Une rue de Limoges (sa ville natale) porte son nom : la rue du général Catroux.
- La promotion 2018-2020 de la Corniche Brutionne porte le nom de Général Catroux.
- Une rue porte son nom à Vaux-Andigny.
- Une rue à Beyrouth

### Sources primaires
- Charles de Gaulle, Mémoires de Guerre : 
  - Volume II - L'Unité, 1942-1944, Paris, 1956,
  - Volume III - Le Salut, 1944-1946, Paris, 1959.
- Yves Maxime Danan, République française, capitale Alger, 1940-1944 : souvenirs de jeunesse, Paris, L'Harmattan, 2019, 238 p. (ISBN 978-2-343-17879-0).